# Nasa carnea
Nasa carnea är en brännreveväxtart som först beskrevs av Ignatz Urban och Gilg, och fick sitt nu gällande namn av Weigend. Nasa carnea ingår i släktet färgkronor, och familjen brännreveväxter. Inga underarter finns listade i Catalogue of Life.